# Kanton Bazoches-sur-Hoëne
Der Kanton Bazoches-sur-Hoëne war von 1801 bis 2015 ein französischer Wahlkreis im Arrondissement Mortagne-au-Perche, im Département Orne und in der Region Basse-Normandie; sein Hauptort war Bazoches-sur-Hoëne. Der Kanton war 125,21 km² groß und hatte (1999) 3.332 Einwohner (Stand 1999). Er lag im Mittel auf 207 Meter über dem Meeresspiegel, zwischen 148 m in Buré und 297 m in Sainte-Céronne-lès-Mortagne. 

## Gemeinden
Der Kanton bestand aus elf Gemeinden:
| Gemeinde                    | Einwohner Jahr | Fläche km² | Bevölkerungsdichte | Code INSEE | Postleitzahl |
| --------------------------- | -------------- | ---------- | ------------------ | ---------- | ------------ |
| Bazoches-sur-Hoëne          | 912 (2013)     | –          | – Einw./km²        | 61029      | 61560        |
| Boëcé                       | 115 (2013)     | –          | – Einw./km²        | 61048      | 61560        |
| Buré                        | 118 (2013)     | –          | – Einw./km²        | 61066      | 61170        |
| Champeaux-sur-Sarthe        | 185 (2013)     | –          | – Einw./km²        | 61087      | 61560        |
| Courgeoût                   | 459 (2013)     | –          | – Einw./km²        | 61130      | 61560        |
| La Mesnière                 | 319 (2013)     | –          | – Einw./km²        | 61277      | 61560        |
| Saint-Aubin-de-Courteraie   | 137 (2013)     | –          | – Einw./km²        | 61367      | 61560        |
| Sainte-Céronne-lès-Mortagne | 262 (2013)     | –          | – Einw./km²        | 61373      | 61380        |
| Saint-Germain-de-Martigny   | 89 (2013)      | –          | – Einw./km²        | 61396      | 61560        |
| Saint-Ouen-de-Sécherouvre   | 180 (2013)     | –          | – Einw./km²        | 61438      | 61560        |
| Soligny-la-Trappe           | 684 (2013)     | –          | – Einw./km²        | 61475      | 61380        |

## Bevölkerungsentwicklung
| 1962 | 1968 | 1975 | 1982 | 1990 | 1999 | 2006 |
| ---- | ---- | ---- | ---- | ---- | ---- | ---- |
| 3298 | 3072 | 2845 | 2971 | 3175 | 3332 | 3496 |